# Sempervivum tectorum
Sempervivum tectorum L., 1753, comunemente noto come semprevivo maggiore, barba di Giove, guardacasa o semprevivo dei tetti, è una pianta succulenta appartenente alla famiglia delle Crassulacee, originaria dell'Europa centro-occidentale.

## Descrizione
Pianta erbacea perenne, succulenta, stolonifera, con fusto alto 20–50 cm e rosette fogliari sterili, verde scuro, larghe 3–8 cm. Le foglie sono acute. Quelle cauline superiori sono alterne, lanceolate, pubescenti su entrambe le facce e leggermente più lunghe. L'infiorescenza è un denso corimbo apicale, che porta 10-40 fiori larghi circa 3 cm, i quali fioriscono da giugno ad agosto. La corolla è formata da 12-15 petali. I frutti sono dei follicoli eretti.

## Distribuzione e habitat
Diffusa in una vasta parte dell'Europa occidentale e, nello specifico, in Italia è presente sulle Alpi e sugli Appennini.
Cresce in luoghi rocciosi, rupi, pendii aridi e muri soleggiati, fino ai 2800 m di altitudine.